# Metastelma boldinghii
Metastelma boldinghii är en oleanderväxtart som beskrevs av Rudolf Schlechter. Metastelma boldinghii ingår i släktet Metastelma och familjen oleanderväxter. Inga underarter finns listade i Catalogue of Life.